# Janosch

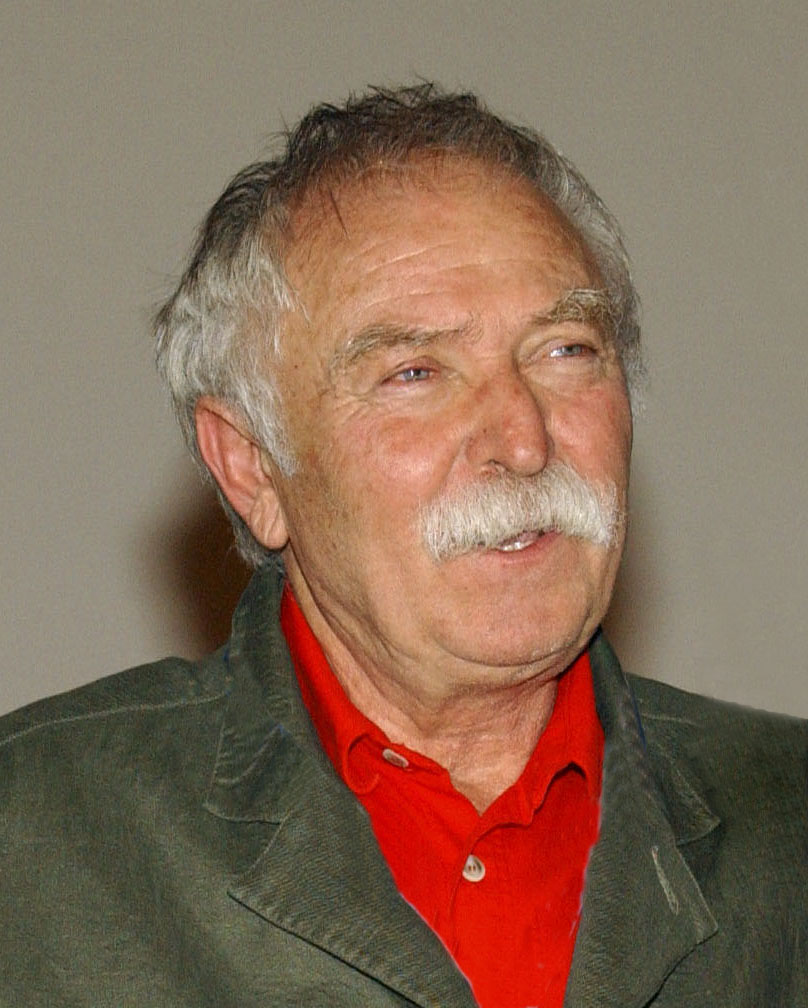
Janosch år 2002.

Janosch (pseudonym för Horst Eckert), född 11 mars 1931 i Hindenburg, Oberschlesien, är en tysk författare, illustratör och bilderbokskonstnär. 1945-1980 bosatt i München, sedan dess på Teneriffa. 
Janosch är mest känd för sina böcker om Lilla Tiger, bland andra Lilla Tiger på villovägar (1987). Han har publicerat mer än 100 böcker, som översatts till drygt 30 språk, varav några finns med i TV-serien Snurriga sagor.

## Böcker utgivna på svenska
- 1968 – Josa med trollfiolen
- 1969 – Bullerbang och fågeln
- 1969 – Lotta Kompotta
- 1970 – Simon Snögubbe
- 1970 – 3 rövare och 1 korpkung
- 1971 – Krokodil kom till oss
- 1971 – Bilen Ferdinand
- 1971 – Äppelman
- 1973 – Jag är en lurvig björn: Bilderbok
- 1975 – Janosch berättar om Björncirkusen Zampano. ISBN 91-502-0136-0
- 1975 – Loppan Leo eller Lejonjakten i Oberfimmel: En Janosch-historia med bilder av Janosch själv. ISBN 91-502-0098-4
- 1975 – Den starka bilen Ferdinand. ISBN 91-502-0122-0
- 1977 – Vasja köper hunden i säcken: En glad kriminalhistoria för barn. ISBN 91-502-0322-3
- 1977 – Kasper Sked och hans snälla mormor. ISBN 91-502-0346-0
- 1977 – Jag säger, du är en björn. ISBN 91-502-0372-X
- 1978 – Våra drömmars land: En saga om hur den lilla björnen och den lilla tigern reser till Panama. ISBN 91-502-0396-7
- 1978 – Drömtimme för sjusovare: En historia om Popov och Pjäske med många färgbilder. ISBN 91-502-0397-5
- 1980 – Snuddelbuddel säger god natt. ISBN 91-502-0547-1
- 1980 – Snuddelbuddel bygger ett hus och Vandring till Paderborn. ISBN 91-502-0550-1
- 1980 – Kom så hittar vi en skatt: En saga om hur den lilla björnen och den lilla tigern söker den största lyckan på jorden. ISBN 91-502-0521-8
- 1980 – Flyg fågel flyg. ISBN 91-502-0303-7
- 1981 – Vår mus har röda strumpor på: Janosch' brokiga bildvärld. ISBN 91-502-0590-0
- 1981 – Post till lilla Tiger: Historien om hur lilla Björn och lilla Tiger uppfinner posten, luftposten och telefonen. ISBN 91-502-0626-5
- 1982 – Ingen särskild. ISBN 91-502-0651-6
- 1982 – Djurens liv. ISBN 91-502-0653-2
- 1983 – Cirkus Hare. ISBN 91-502-0716-4
- 1984 – Bamse Björnson Knas. ISBN 91-502-0722-9
- 1985 – Kapplöpningen. ISBN 91-29-57024-7
- 1987 – Jag gör dig frisk, sa lilla Björn: Berättelsen om när lilla Tiger var sjuk. ISBN 91-502-0843-8
- 1988 – Lilla Tiger på villovägar: Berättelsen om när lilla Tiger en vacker dag inte kom hem. ISBN 91-502-0900-0
- 1989 – Den osynliga indianen. ISBN 91-502-0969-8
- 1990 – Lilla björn och lilla tiger: Tre berättelser. ISBN 91-502-1004-1
- 1990 – Mussheriffen: Ljugarhistorier från Vilda Västern. Hopljugna av Janosch, med vackra färgbilder av Janosch själv. ISBN 91-7077-026-3
- 1990 – Grodkungen. ISBN 91-502-0910-8
- 1991 – Lejonungarna: En bilderbok. ISBN 91-7077-038-7
- 1991 – Lilla Björn och lilla Tiger i trafiken: Berättelsen om när den lilla björnen och den lilla tigern gick till stan. ISBN 91-502-1042-4
- 1991 – Du är en indian, Hannes. ISBN 91-7077-034-4
- 1993 – Mamma, var kommer barnen ifrån? ISBN 91-87686-59-7
- 1994 – Stora lilla tiger-atlasen. ISBN 91-87686-74-0

## Litteratur

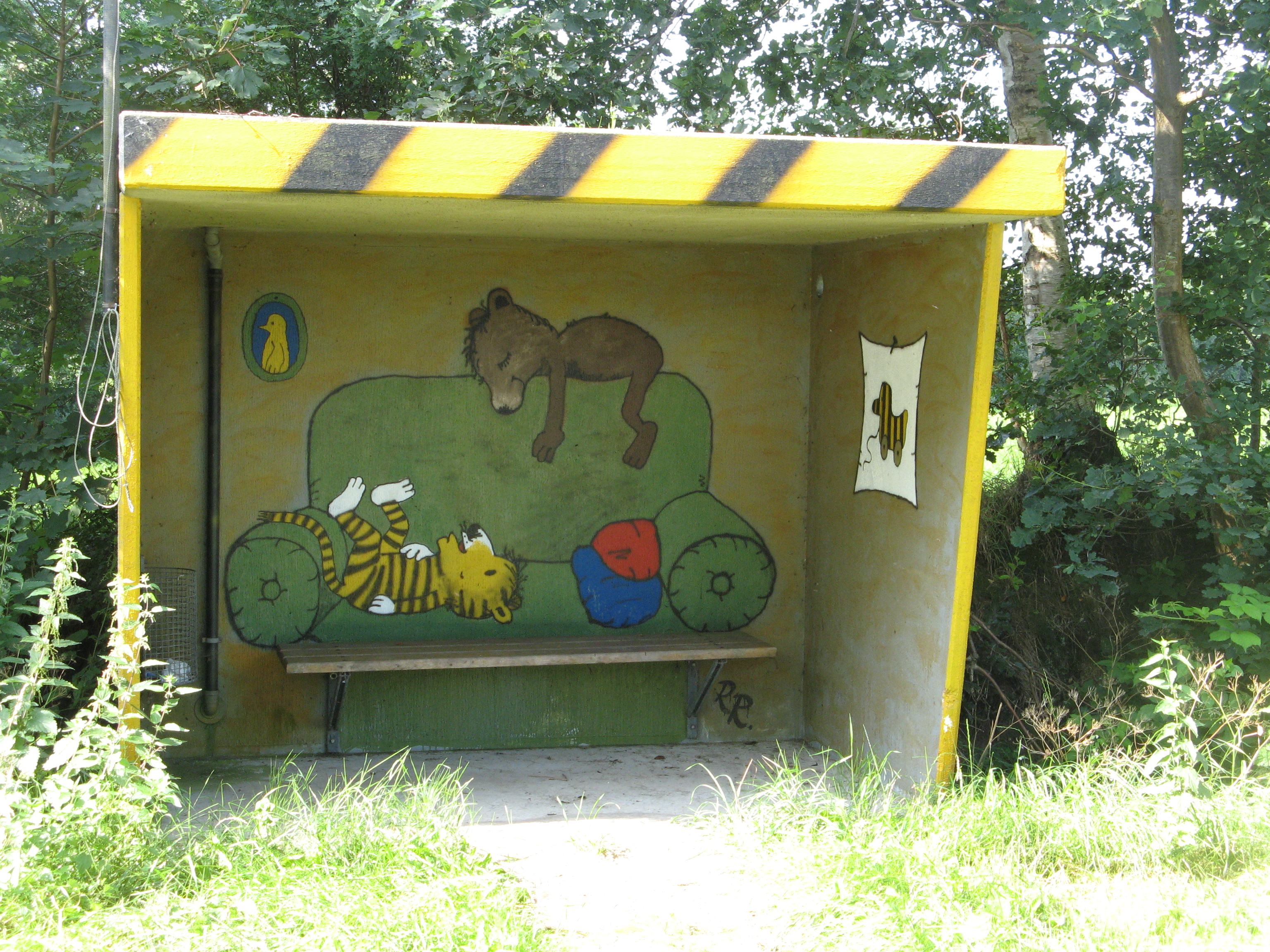
Busshållplats med grafik av Janosch